# Портіс (Канзас)
Портіс (англ. Portis) — місто (англ. city) в США, в окрузі Осборн штату Канзас. Населення — 86 осіб (2020).

## Географія
Портіс розташований за координатами 39°33′50″ пн. ш. 98°41′30″ зх. д. / 39.56389° пн. ш. 98.69167° зх. д. (39.563854, -98.691599).  За даними Бюро перепису населення США в 2010 році місто мало площу 0,65 км², уся площа — суходіл.

## Демографія
Згідно з переписом 2010 року, у місті мешкали 103 особи в 50 домогосподарствах у складі 29 родин. Густота населення становила 159 осіб/км².  Було 78 помешкань (121/км²).
Расовий склад населення:
| - 99,0 % — білих |

До двох чи більше рас належало 1,0 %. Частка іспаномовних становила 0,0 % від усіх жителів.
За віковим діапазоном населення розподілялося таким чином: 22,3 % — особи молодші 18 років, 55,4 % — особи у віці 18—64 років, 22,3 % — особи у віці 65 років та старші. Медіана віку мешканця становила 46,5 року. На 100 осіб жіночої статі у місті припадало 106,0 чоловіків;  на 100 жінок у віці від 18 років та старших — 105,1 чоловіків також старших 18 років.
За межею бідності перебувало 9,9 % осіб, у тому числі 13,2 % дітей у віці до 18 років та 0,0 % осіб у віці 65 років та старших.
Цивільне працевлаштоване населення становило 35 осіб. Основні галузі зайнятості: освіта, охорона здоров'я та соціальна допомога — 40,0 %, сільське господарство, лісництво, риболовля — 11,4 %, виробництво — 8,6 %.